# Japán nyelvvizsga

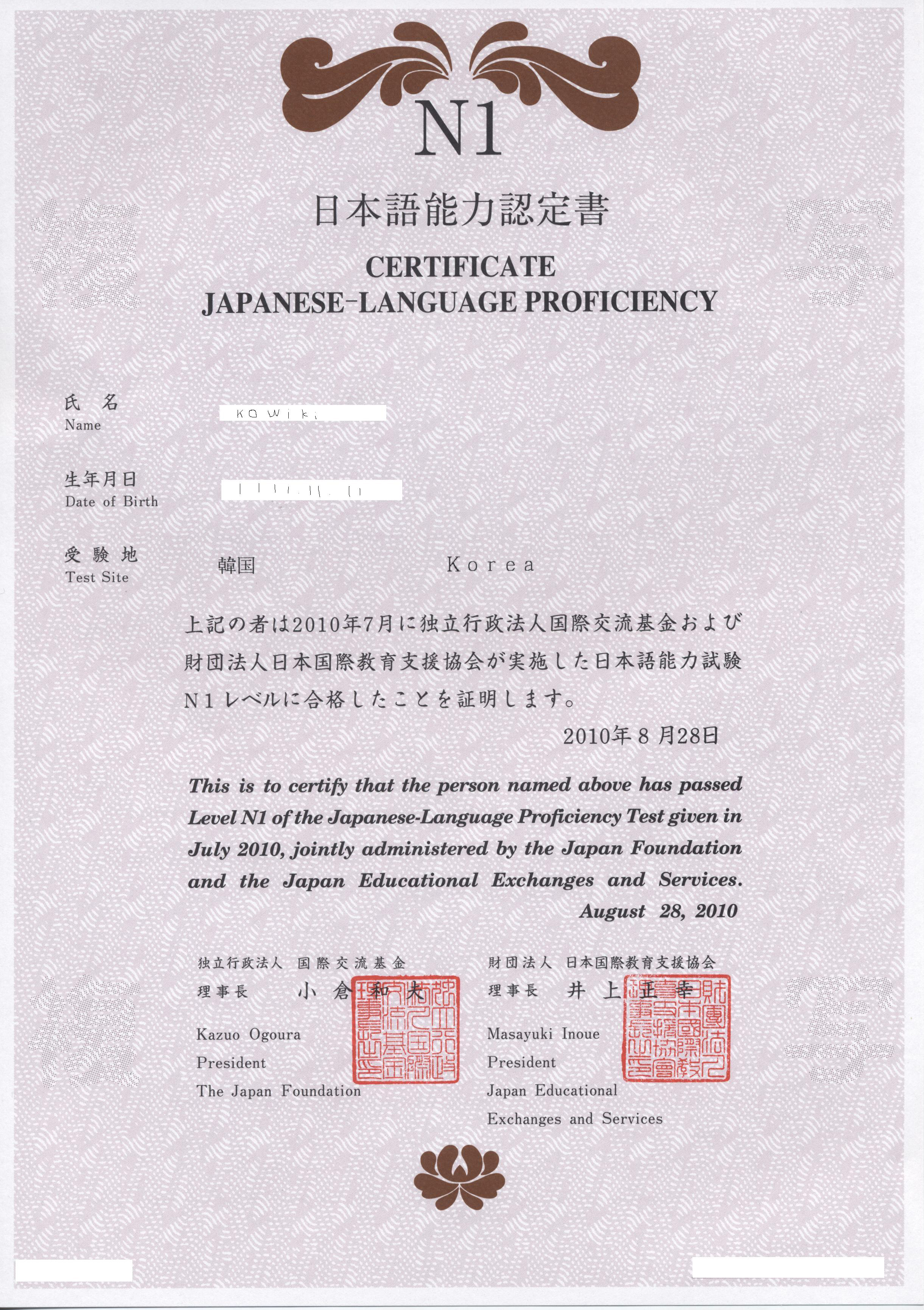
A JLPT oklevele

Az angol nevén Japanese Language Proficiency Test (röviden JLPT, japánul 日本語能力試験 [nihongo nórjoku siken]) japán nyelvvizsga, melyet minden évben két időpontban, decemberben és júliusban rendeznek meg.

## Története
Az első vizsgát 1984-ben tartották. Ebben az évben 7000 ember vett részt. 2003-ig a külföldről érkező diákok számára a JLPT volt az egyetemre való felvétel feltétele.
2004-ben a JLPT vizsga 40 országban volt jelen, beleértve Japánt is. 2004-ben 302 198 vizsgázó vett részt, és 47%-uk (kb. 140 000 fő) tett sikeres vizsgát. Ez a szám később tovább nőtt: 2008-ban már 559 056 hallgatót jelentett, ugyanakkor a sikeres vizsgát tettek száma 36%-ra csökkent.
Amikor 2009-ben átalakították a vizsgarendszert (évente két vizsgaidőpont), akkor Kelet-Ázsiában 768 114-en vizsgáztak. 2010-ben 610 000 ember vett részt rajta.

## Adminisztráció
Japánban a JLPT vizsgák javítását, adminisztrálását az Oktatási Minisztérium (文部科学省 [Monbu-kagaku-só]), más országokban pedig a Japán Alapítvány végzi.

## Szintek
A vizsgának öt szintje van. Az ötödik szintet 2010-ben alakították ki, így a vizsgaszintek ma a következők:
- N1: felsőfokú, „anyanyelvi” szint.
- N2: felsőfok. A mindennapi szituációkban használt nyelv megértése és közvetítése.
- N3: középfok (erős középfok). A mindennapi szituációkban használt nyelv megértése.
- N4: középfok. Alap nyelvi szint.
- N5: belépőszint. A legalapvetőbb nyelvtan megértése.

### Vizsgarészek
| Szint | Vizsgarészek (Szintekre kiszabott idő)                              | Vizsgarészek (Szintekre kiszabott idő)                              | Vizsgarészek (Szintekre kiszabott idő) | Rendelkezésre álló idő |
| ----- | ------------------------------------------------------------------- | ------------------------------------------------------------------- | -------------------------------------- | ---------------------- |
| N1    | Nyelvismeret (szókincs/nyelvtan)・Olvasott szöveg értése (110 perc) | Nyelvismeret (szókincs/nyelvtan)・Olvasott szöveg értése (110 perc) | Hallás utáni szövegértés (60 perc)     | 170 perc               |
| N2    | Nyelvismeret (szókincs/nyelvtan)・Olvasott szöveg értése (105 perc) | Nyelvismeret (szókincs/nyelvtan)・Olvasott szöveg értése (105 perc) | Hallás utáni szövegértés (50 perc)     | 155 perc               |
| N3    | Nyelvismeret (szókincs) (30 perc)                                   | Nyelvismeret (nyelvtan)・Olvasott szöveg értése (70 perc)           | Hallás után szövegértés (40 perc)      | 140 perc               |
| N4    | Nyelvismeret (szókincs) (30 perc)                                   | Nyelvismeret (nyelvtan)・Olvasott szöveg értése (60 perc)           | Hallás utáni szövegértés (35 perc)     | 125 perc               |
| N5    | Nyelvismeret (szókincs) (25 perc)                                   | Nyelvismeret (nyelvtan)・Olvasott szöveg értése (50 perc)           | Hallás utáni szövegértés (30 perc)     | 105 perc               |

### Korábban
1984–2009 között még csak 4 szint létezett: 
| Szint | Kandzsiismeret | Szókincs       | Hallás utáni szövegértés | Tanulásra fordított idő             | Elégséges eredmény |
| ----- | -------------- | -------------- | ------------------------ | ----------------------------------- | ------------------ |
| 4     | ~100 (103)     | ~800 (728)     | alapfok                  | 150 óra (belépő szintnek megfelelő) | 60%                |
| 3     | ~300 (284)     | ~1500 (1409)   | Középfok                 | 300 óra (Középfoknak megfelelő)     | 60%                |
| 2     | ~1000 (1023)   | ~6000 (5035)   | Középfok                 | 600 óra (Középfoknak megfelelő)     | 60%                |
| 1     | ~2000 (1926)   | ~10 000 (8009) | Felsőfok                 | 900 óra (Felsőfoknak megfelelő)     | 70%                |

| Szint | Kandzsi és szókincs | Hallás utáni szövegértés | Olvasott szöveg értése és nyelvtan | Teljes idő |
| ----- | ------------------- | ------------------------ | ---------------------------------- | ---------- |
| 4     | 25 perc             | 25 perc                  | 50 perc                            | 100 perc   |
| 3     | 35 perc             | 35 perc                  | 70 perc                            | 140 perc   |
| 2     | 35 perc             | 40 perc                  | 70 perc                            | 145 perc   |
| 1     | 45 perc             | 45 perc                  | 90 perc                            | 180 perc   |

Ma az N5-ös szint felel meg az akkori 4-es szintnek, az N4-es az akkori 3-asnak, az N3-as szint a régi 3-as és 2-es szint közé esik, az N2-es a régi 2-es szintnek felel meg.
Az N1-es a régi 1-es szintnek feleltethető meg, de annál kicsit nehezebb is lehet.A korábbi vizsgákon nem szereplő új kérdéstípusok is megjelentek.

## Pontozás
| Vizsgaszint    | A vizsga teljesítéséhez szükséges pontszám | Nyelvismeret (szókincs/nyelvtan） | Olvasott szöveg értése | Hallás utáni szövegértés |
| -------------- | ------------------------------------------ | --------------------------------- | ---------------------- | ------------------------ |
| N1             | 100 pont                                   | 19 pont                           | 19 pont                | 19 pont                  |
| N2             | 90 pont                                    | 19 pont                           | 19 pont                | 19 pont                  |
| N3             | 95 pont                                    | 19 pont                           | 19 pont                | 19 pont                  |
| Elért pontszám | 180 pont                                   | 60 pont                           | 60 pont                | 60 pont                  |
| N4             | 90 pont                                    | 38 pont                           | 38 pont                | 19 pont                  |
| N5             | 80 pont                                    | 38 pont                           | 38 pont                | 19 pont                  |
| Elért pontszám | 145 pont                                   | 120 pont                          | 120 pont               | 60 pont                  |

## Magyarországon
A japán nyelvvizsgát Magyarországon a Károli Gáspár Református Egyetem Japanológia Tanszéke tartja, a vizsgahelyszín a teremkapacitás értelmében változó. Évente két alkalommal van lehetőség vizsgázni, minden év júliusában és decemberében. 
A nyelvvizsga csak írásbeliből áll, nincs szóbeli része, de lehetőség van szóbeli vizsgarészt is szerezni, így komplex nyelvvizsgának elismertethető.[forrás?] 2024-ben a jelentkezési weboldal hibája miatt a jelentkezők személyes adata jogosulatlanul hozzáférhetővé vált. Az incidenst követően a weboldal végleg felszámolásra került, és a vizsga 2025 decemberében Magyarországon nem kerül megrendezésre.

## Fordítás
Ez a szócikk részben vagy egészben a Japanese-Language_Proficiency_Test című angol Wikipédia-szócikk ezen változatának fordításán alapul.  Az eredeti cikk szerkesztőit annak laptörténete sorolja fel. Ez a jelzés csupán a megfogalmazás eredetét és a szerzői jogokat jelzi, nem szolgál a cikkben szereplő információk forrásmegjelöléseként.